# Maros
El Maros era un riu tributari del Danubi pel marge esquerre. En aquesta zona i fins al riu Cusa (possiblement el Kysuca), els marcomans van rebre terrenys cedits per l'emperador Tiberi. Se l'identifica amb el riu Morava (República Txeca), o amb el Mureș, que portava el nom de Marisus, conegut com a Marus en l'edat antiga.